# Buzyges (bướm)
Buzyges là một chi bướm ngày thuộc họ Bướm nâu.